# Гусман Нуньес, Антонио
Анто́нио Гусма́н Ну́ньес (исп. Antonio Guzmán Núñez, род. 2 декабря 1953, Торрехон-де-Ардос, Мадрид) — испанский футболист, игравший на позиции полузащитника. Выступал, в частности, за клубы «Райо Вальекано» и «Атлетико Мадрид», а также национальную сборную Испании.

## Клубная карьера
Во взрослом футболе дебютировал в 1973 году за команду «Райо Вальекано», в которой провёл два сезона, приняв участие в 19 матчах Сегунды, после чего для получения игровой практики был отдан в аренду в клуб третьего дивизиона «Талавера», где провёл сезон 1975/1976. Вернувшись в «Райо», Антонио стал основным игроком и помог команде выйти в Примеру в 1977 году.
Своей игрой в составе команды привлёк внимание представителей тренерского штаба клуба «Атлетико Мадрид», к которому присоединился в 1978 году. В дебютном сезоне Гусман помог команде финишировать на 3 месте, приняв участие в 27 матчах и забив 1 гол. После этого отыграл за мадридский клуб ещё один сезон своей игровой карьеры, а сезон 1980/1981 провёл в составе «Альмерии».
Этот сезон стал последним для игрока в высшем дивизионе страны. В дальнейшем он недолго поиграл за «Райо Вальекано» в Сегунде, а завершил игровую карьеру в команде «Алькала», за которую выступал до 1988 года в третьем и четвёртом дивизионах страны.

## Карьера в сборной
24 мая 1978 года дебютировал в официальных матчах в составе национальной сборной Испании в товарищеском матче против сборной Уругвая (0:0), а уже через несколько дней отправился с командой на чемпионат мира 1978 года в Аргентине. Там Гусман сыграл только один раз, выйдя на замену в матче против Бразилии (0:0), а его команда не преодолела групповой этап. После «мундиаля» за сборную больше не играл.